# Municipio de Salamonie
El municipio de Salamonie (en inglés: Salamonie Township) es un municipio ubicado en el condado de Huntington en el estado estadounidense de Indiana. En el año 2010 tenía una población de 2049 habitantes y una densidad poblacional de 21,68 personas por km².

## Geografía
El municipio de Salamonie se encuentra ubicado en las coordenadas 40°42′15″N 85°24′12″O / 40.70417, -85.40333. Según la Oficina del Censo de los Estados Unidos, el municipio tiene una superficie total de 94.52 km², de la cual 94,02 km² corresponden a tierra firme y (0,53 %) 0,51 km² es agua.

## Demografía
Según el censo de 2010, había 2049 personas residiendo en el municipio de Salamonie. La densidad de población era de 21,68 hab./km². De los 2049 habitantes, el municipio de Salamonie estaba compuesto por el 98,15 % blancos, el 0,24 % eran afroamericanos, el 0,29 % eran amerindios, el 0,15 % eran asiáticos, el 0,2 % eran de otras razas y el 0,98 % eran de una mezcla de razas. Del total de la población el 0,83 % eran hispanos o latinos de cualquier raza.